# 쥐오줌풀
쥐오줌풀(Valeriana fauriei)은 인동과 마타리아과에 딸린 여러해살이풀이다. 한국, 일본, 타이완 등지에 분포한다.

## 생태
높이는 40-80cm이고 뿌리에서 강한 냄새가 난다. 번식은 보통 옆으로 뻗는 땅속줄기로 한다. 잎은 마주나고 깃 모양으로 갈라지며, 가장자리에 톱니가 있다. 꽃은 붉은빛이 돌며 5-8월에 가지 끝과 원줄기 끝에 산방꽃차례로 달린다. 열매는 피침형이며 털 모양으로 생긴 꽃받침이 깃털처럼 달려서 바람에 날린다.
어린순을 나물로 먹고 뿌리를 진정제로 사용하거나 담배의 향료로 이용한다.

## 사진

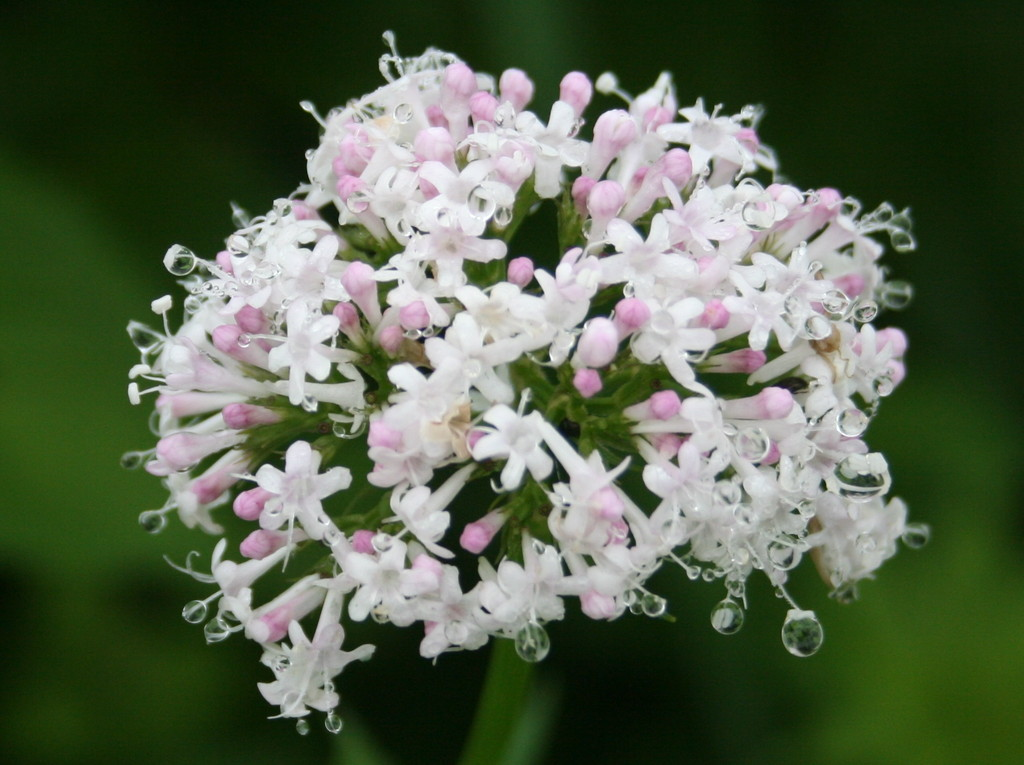
꽃
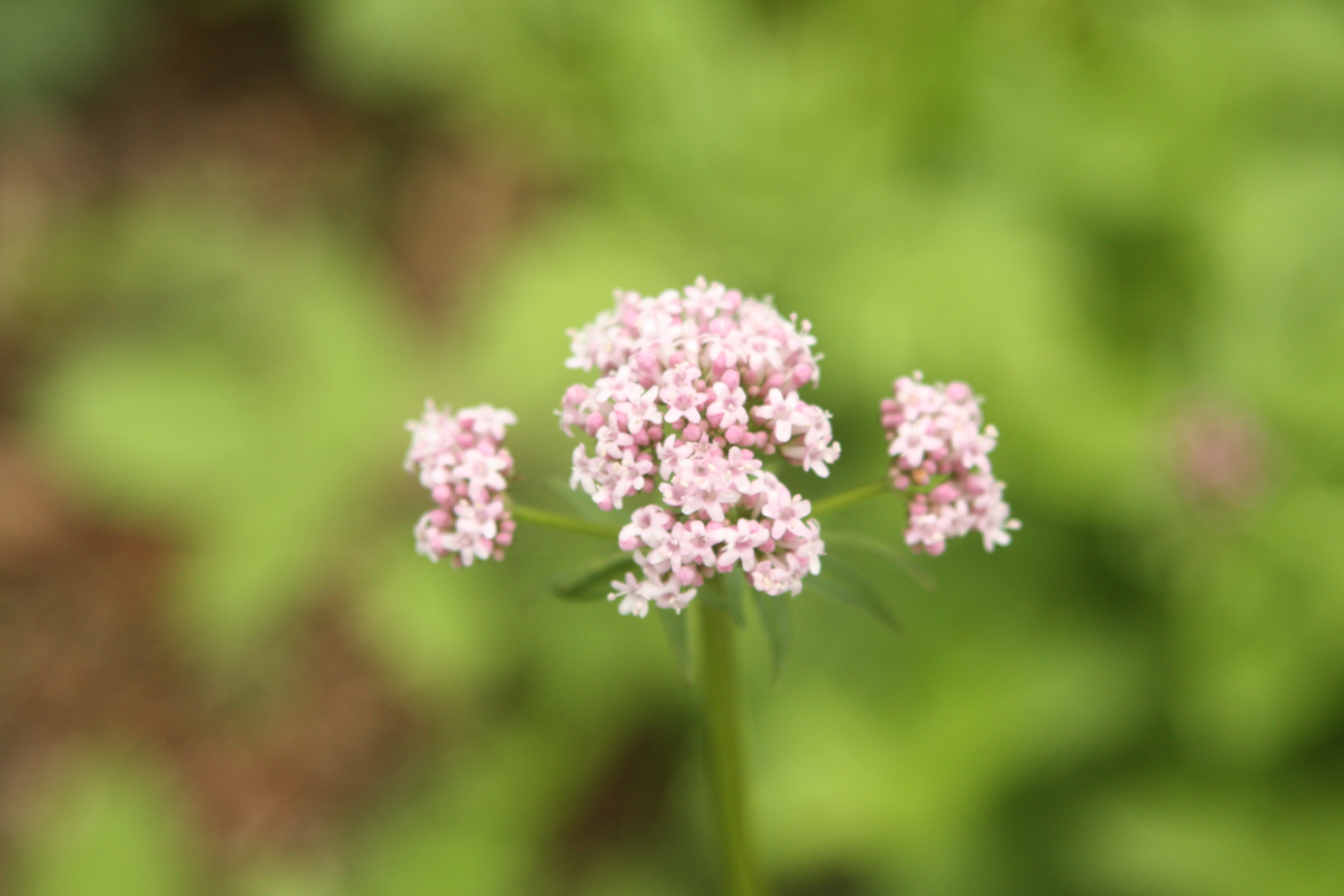
꽃
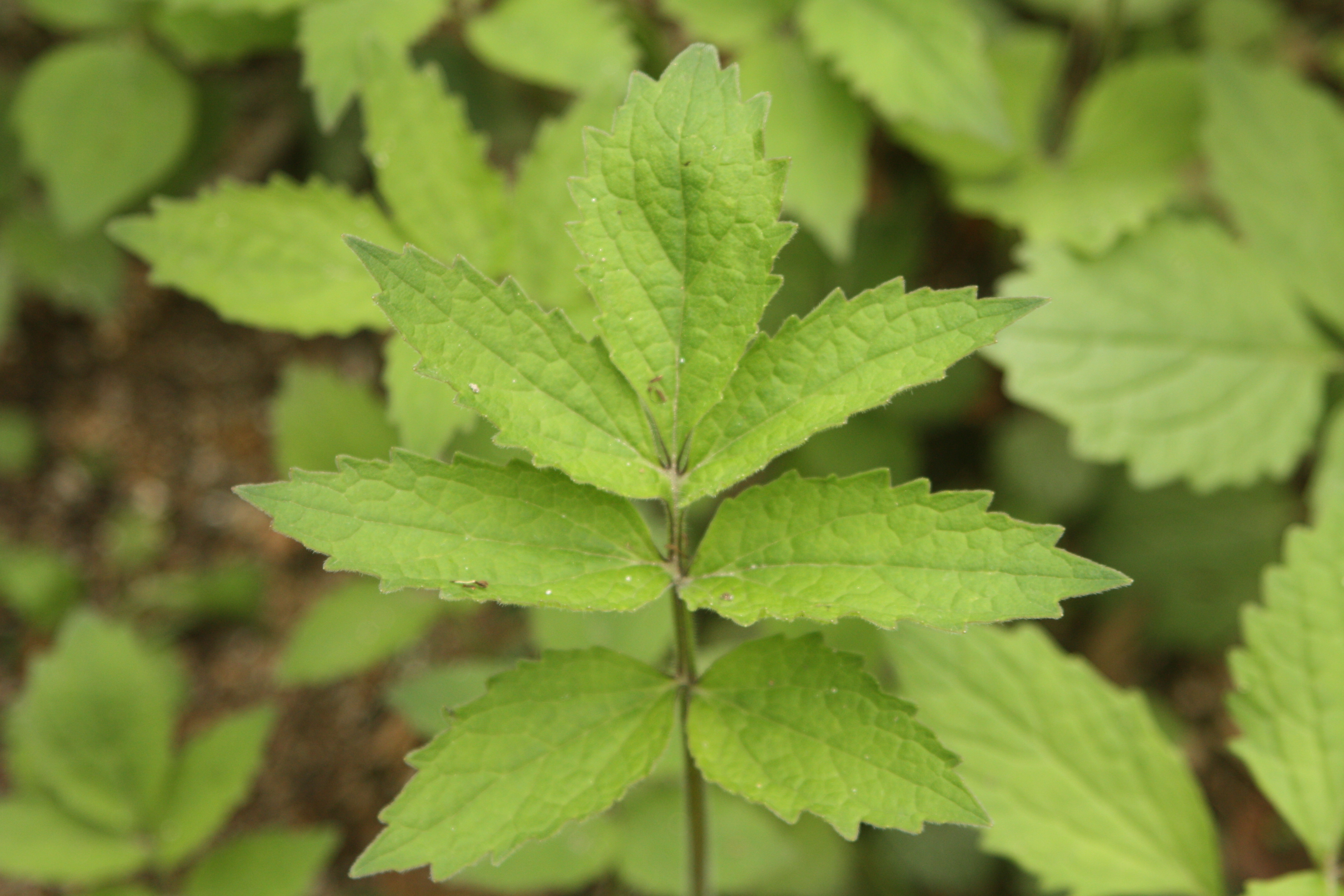
잎

## 참고 문헌
- 이 문서에는 다음커뮤니케이션(현 카카오)에서 GFDL 또는 CC-SA 라이선스로 배포한 글로벌 세계대백과사전의 내용을 기초로 작성된 글이 포함되어 있습니다.